# Jordan Knight
Pour les articles homonymes, voir Knight.
Jordan Knight (né le 17 mai 1970) est un chanteur américain, membre, avec son frère Jon (Jonathan Knight), du boys band New Kids On The Block.

## Histoire
En 2004, il épouse Evelyn Melendez.
En 2013, le groupe sort l'album 10.
Au cours de l'été 2025, les membres du groupe se retrouvent pour un concert au studio de Times Square.

## Albums solos
- Jordan Knight, 1999
- Love Songs, 2006
- Unfinished, 2011[2]

## Vie personnelle
En 2020, sa fortune personnelle est estimée à 18 millions de dollars. Il a deux enfants avec Evelyn Melendez et réside dans le Massachusetts.